# Neuburger Altrhein, südlicher Teil
Koordinaten: 48° 58′ 47″ N, 8° 14′ 2″ O
Das Naturschutzgebiet Neuburger Altrhein, südlicher Teil liegt in der Ortsgemeinde Neuburg am Rhein im Landkreis Germersheim in Rheinland-Pfalz.
Das etwa 18 ha große Gebiet, das im Jahr 1983 unter Naturschutz gestellt wurde, erstreckt sich südlich des Kernortes Neuburg am Rhein. Am nördlichen Rand fließt die Lauter, südlich fließt der Rhein. Westlich, südlich und östlich verläuft die Kreisstraße 20. Unweit südwestlich verläuft die Staatsgrenze zu Frankreich, unweit südöstlich die Landesgrenze zu Baden-Württemberg.
Schutzzweck ist die Erhaltung des verlandeten Altrheinteiles mit Verlandungszonen und den ausgedehnten Schilf- und Riedflächen als Standort seltener Pflanzenarten und Pflanzengesellschaften sowie als Lebensraum seltener, in ihrem Bestand bedrohter Tierarten und aus wissenschaftlichen Gründen.